# Maquira
Maquira es un género con nueve especies de plantas con flores pertenecientes a la familia  Moraceae.

## Especies
- Maquira calophylla
- Maquira coriacea
- Maquira costaricana
- Maquira granatensis
- Maquira grandifolia
- Maquira guianensis
- Maquira laurifolia
- Maquira sclerophylla